# Bessie Smith
Bessie Smith   (Chattanooga, 15 d'abril de 1894 - Clarksdale, 26 de setembre de 1937) va ser una cantant de blues estatunidenca.
De vegades coneguda com "L'Emperadriu dels Blues", Smith va ser la més popular cantant de blues de les dècades de 1920 i 1930. Sovint és considerada com una de les principals cantants de la seva època, i juntament amb Louis Armstrong, va tenir una gran influència sobre els vocalistes de jazz posteriors.

## Biografia
En el cens americà de 1900, la mare de Bessie Smith, Laura Smith, va reportar que Bessie va néixer a Chattanooga, Tennessee el juliol de 1892. No obstant això, pel cens següent de 1910, fet el 16 d'abril, la seva germana, Viola Smith, i el fiscal del cens van concordar a registrar el seu naixement el 15 d'abril de 1894, el dia anterior al cens; aquella data apareix en tots els seus documents següents, i va ser la data confirmada per tota la família Smith. També hi ha una discussió relacionada als registres del cens sobre la grandària de la família de Bessie Smith. Els censos de 1870 i 1880 relaten tres germanastres més grans, però aquests informes estan en desacord amb les entrevistes que la seva família i contemporanis seus farien posteriorment.
Era filla de Laura (Owens) Smith i William Smith. William Smith era un treballador i també era sacerdot batista (va ser registrat en el cens de 1870 com un ministre evangelista, a Moulton, Alabama), que va morir abans que Bessie pogués recordar-se d'ell. Quan ella tenia 9 anys, també va perdre la seva mare, i la seva germana més gran, Viola, va quedar encarregada de cuidar dels seus germans i germanes.
Com una forma de guanyar diners per a la seva família empobrida, Smith i el seu germà Andrew començaren a presentar-se en els carrers de Chattanooga com un duet, ella cantant i ballant, ell acompanyant amb el violí; la seva localització preferent era davant del White Elephant Saloon entre els carrers Elm Thirteenth i Elm Street, en el cor de la comunitat afroamericana de la ciutat.
El 1904, el més gran dels seus germans, Clarence, va deixar secretament la casa per unir-se a una petita tropa viatgera, propietat de Moisés Stokes. "Si Bessie hagués tingut edat suficient, hauria anat amb ell" va dir la vídua de Clarence, Maud. "Per això ell va marxar sense avisar-la; Clarence em va dir que ella estava a punt, tot i això. És clar, ella era només una nena".
El 1912, Clarence va tornar a Chattanooga amb la tropa de Stokes i va arreglar una audició per a Bessie amb els seus empresaris, Lonnie i Cora Fisher. Va ser contractada com a ballarina en comptes de cantant, perquè la companyia ja incloïa Ma Rainey.
A principis de la dècada de 1920, Smith va protagonitzar amb Sidney Bechet "How Come?", un musical que va arribar a Broadway i va passar diversos anys treballant al Teatre 81 d'Atlanta, Geòrgia, actuant als teatres negres de la costa est americana. Després d'un desacord amb la productora de "How Come?", va ser substituïda per Alberta Hunter i va tornar a Filadèlfia, on residia. Allà, va conèixer el guàrdia de seguretat Jack Gee, i se'n va enamorar; s'hi casava el 7 de juny de 1923, just quan es van publicar els seus primers enregistraments a Columbia Records. El matrimoni va ser tumultuós, amb infidelitats a banda i banda. Durant el seu matrimoni, Smith es va convertir en el cap de cartell del circuit del teatre negre, muntant un espectacle que de vegades comptava amb més de 40 intèrprets que la va convertir en la intèrpret negra més ben pagada de la seva època. Gee va quedar impressionat amb els diners, però mai es va adaptar a la vida de la fama, i especialment a la bisexualitat de Smith. El 1929, quan Smith es va assabentar de l'aventura de Gee amb una altra artista, Gertrude Saunders, va posar fi al matrimoni, però mai es va divorciar legalment. Smith finalment va trobar la llei comuna en un vell amic, Richard Morgan, oncle de Lionel Hampton. Bessie Smith es va quedar amb ell fins que va morir.

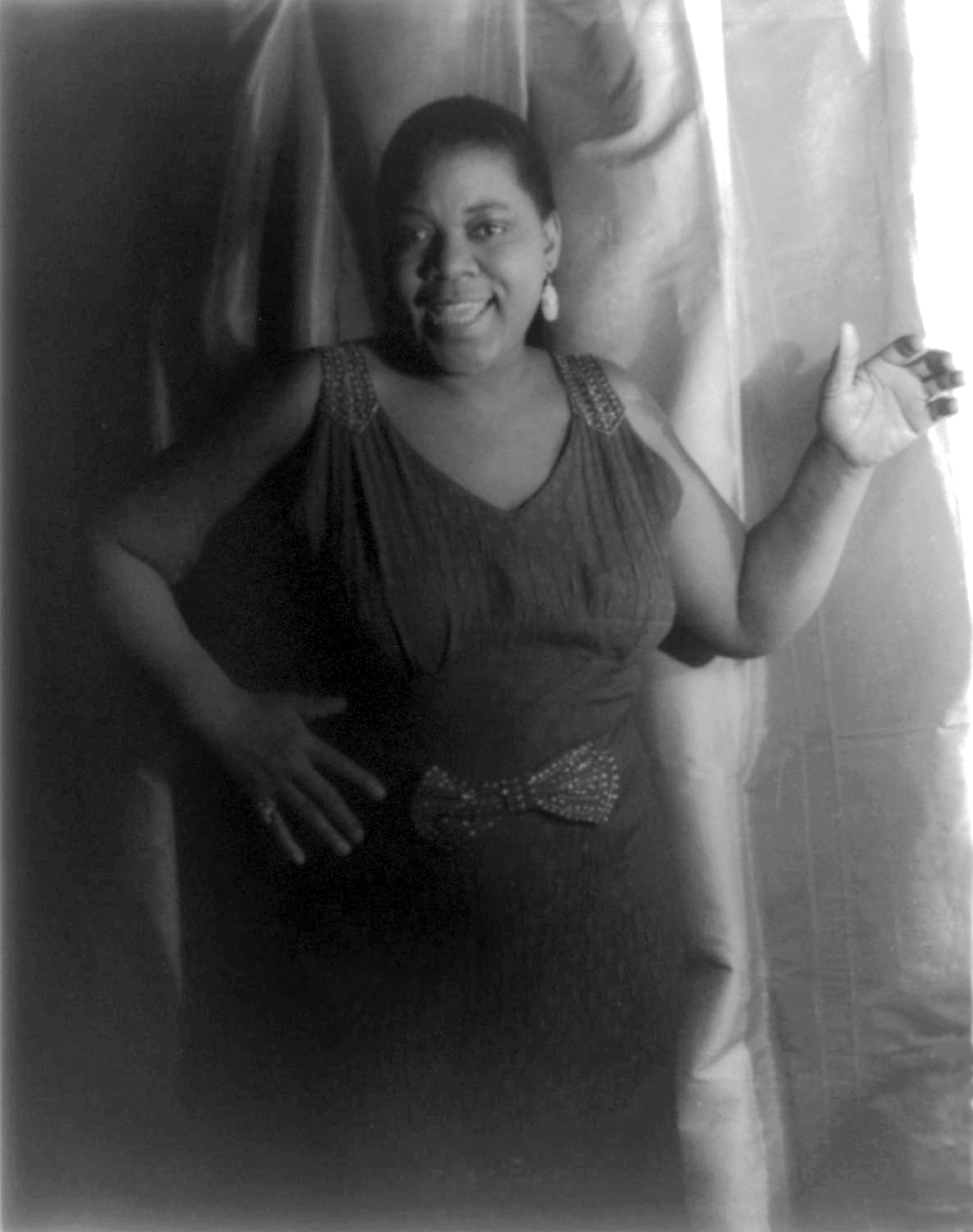
Retrato de Bessie Smith

## Carrera
Tots els relats de l'època indiquen que Ma Rainey no va ensenyar Smith a cantar, però probablement la va ajudar a desenvolupar la seva presència a l'escenari. Smith va començar a crear el seu propi xou al voltant de 1913, en el teatre "81" d'Atlanta. Cap a 1920 va establir una reputació al sud dels Estats Units i al llarg de la Costa Est dels Estats Units.
El 1920, els números de vendes de la música "Crazy Blues," de Mamie Smith (sense acreditar), un enregistrament de l'Okeh, apuntava un nou mercat. La indústria fonogràfica mai s'havia dirigit al públic afroamericà, però aleshores ho va fer amb els cantants de blues. Smith va ser contractada per la Columbia Records el 1923 quan la discogràfica va decidir fer una sèrie "enregistraments racials".
Va aconseguir un gran èxit amb el seu primer llançament, una barreja de "Gulf Coast Blues" i "Downhearted Blues", que la seva compositora, Alberta Hunter ja havia transformat en un èxit a la Paramount Records. Smith ho va transformar en l'atracció principal en el circuit de teatres negres i va acabar convertint-se en la seva atracció més popular la dècada de 1920. Amb una densa agenda de teatre durant els mesos d'hivern i fent gires la resta de l'any (eventualment viatjant en el seu propi vagó de tren), Smith es va transformar en l'artista negra més ben pagada de la seva època. La Columbia la va anomenar la "Reina del Blues", però una jugada de màrqueting la va convertir en "Emperadriu".
Va fer prop de 160 enregistraments per a la Columbia, moltes vegades acompanyada pels millors músics de la seva època, com Louis Armstrong, James Price Johnson, Joe Smith, Charlie Green, i Fletcher Henderson.

### Broadway
La carrera de Bessie Smith va ser interrompuda per una combinació entre la Gran Depressió i l'arribada del cinema sonor, la qual cosa va significar la fi del vodevil. No obstant això, mai va deixar d'actuar. Amb els dies del vodevil acabats, Smith va continuar fent gires i ocasionalment cantant en clubs. El 1929, aparegué en un fracàs de Broadway anomenat "Pansy".

### Cinema
El 1929, Smith va fer la seva única aparició en el cinema, amb el curtmetratge anomenat "St. Louis Blues", basat en la música de W. C. Handy del mateix nom. En la pel·lícula, dirigida per Dudley Murphy i filmada en el barri Astoria de Nova York, canta la cançó del títol acompanyada per l'orquestra de Fletcher Henderson, Hall Johnson Choir, el pianista James P. Johnson, i un grup de cordes; una atmosfera musical radicalment diferent de qualsevol altra dels seus enregistraments.

### L'era del swing
El 1933, John H. Hammond va demanar a Smith que gravés per a l'Okeh, que havia estat adquirida per la Columbia Records. Bessie Smith va rebre 37,50 dòlars per cada una de les cintes gravades per a Okeh, que van ser els seus últims enregistraments. Realitzats el 24 de novembre de 1933, serveixen com a exemple dels canvis, quan ella estava determinada a canviar el seu estil de blues per alguna cosa més apropiada a l'era del swing i són notables per l'acompanyament relativament modern. La banda estava formada per grans músics de l''època: el trombonista Jack Teagarden, el trompetista Frankie Newton, el saxofonista tenor Chu Berry, el pianista Buck Washington, el guitarrista Bobby Johnson i el baixista Billy Taylor. Benny Goodman, que estava gravant amb Ethel Waters en un estudi proper, hi va fer una petita participació, però és gairebé inaudible. Hammond no va quedar totalment satisfet amb el resultat dels enregistraments, preferint que Smith tornés al seu vell estil de blues, però "Take Me For a Buggy Ride" i "Gimme a Pigfoot" continuen entre els seus enregistraments més populars.

## Mort
El 26 de setembre de 1937, Smith va quedar seriosament ferida en un accident de cotxe mentre viatjava per l'autopista 61 entre Memphis, Tennessee, i Clarksdale, Mississipi. El seu amant, Richard Morgan, estava conduint; potser ell es va adormir al volant o va calcular malament la velocitat d'un camió lent que venia de cara. Marques de pneumàtic trobades en el lloc suggereixen que Morgan va intentar evitar el camió girant a l'esquerra, però va picar la part posterior del camió. La porta posterior del camió va arrencar el sostre de fusta del cotxe de Smith. Ella, que estava en el seient del copilot, probablement amb el braç o colze a fora de la finestra, va patir tot el pes de l'impacte. Morgan en va escapar sense ferides serioses.
Una de les primeres persones a arribar al lloc de l'accident va ser un cirurgià de Memphis, el Dr. Hugh Smith, i el seu company de pesca Henry Broughton. A començaments dels anys 1970, el Dr. Smith va presentar un relat detallat de la seva experiència al biògraf de Bessie, Chris Albertson. Mentre l'estaven socorrent, un segon cotxe no es va poder aturar i va envestir el cotxe del metge a gran velocitat. Bessie Smith va ser traslladada finalment a l'hospital de Clarksdale, on se li va amputar el braç. No va recuperar la consciència i va morir aquell matí. Després de la mort de Smith, va sorgir el rumor que havia mort per no haver estat admesa a l'hospital exclusiu per a "blancs" a Clarksdale. Les circumstàncies de la mort de Bessie i el rumor promogut per Hammond van servir de tema per a una obra de teatre d'un acte feta per Edward Albee anomenada The Death of Bessie Smith.
La vetlla de Bessie Smith es va fer a Filadèlfia el 4 d'octubre de 1937. El seu cos va ser vetllat originalment a la casa funerària Upshur, però com que la notícia de la seva mort es va estendre per la comunitat negra de Filadèlfia, el cos va haver de ser traslladat a l'O.V. Catto Elks Lodge per acomodar un públic estimat de 10.000 persones, que van passar davant del seu taüt el 3 d'octubre. D'acord amb els periòdics de l'època, van ser-hi presents unes 7.000 persones. Moltes menys persones van anar a l'enterrament al cementiri de Mount Lawn, prop de Sharon Hill, Pennsilvània. Tots els esforços de Gee per comprar una làpida van ser en va, una o dues vegades fins i tot van donar els diners recaptats per a aquest propòsit. La tomba va seguir sense làpida fins al 7 d'agost de 1970, quan es va col·locar una nova làpida, pagada per la cantant Janis Joplin i Juanita Green, que, quan era nena, havia treballat com a empleada domèstica per a Smith.

## Premis i reconeixements

### Saló Grammy
Els enregistraments de Bessie Smith van ser afegits al "Grammy Hall of Fame", que és un premi especial atorgat pel Grammy, establert el 1973 per honorar enregistraments d'almenys 25 anys, i que tenen "importància qualitativa o històrica".
| Bessie Smith: Premi Grammy del Saló de la Fama |                     |                |                        |                |
| Any de gravació                                | Títol               | Gènere         | Companyia discogràfica | Any d'inclusió |
| 1923                                           | "Downhearted Blues" | Blues (Single) | Colòmbia               | 2006           |
| 1925                                           | "St. Louis Blues"   | Jazz (Single)  | Colòmbia               | 1993           |
| 1928                                           | "Empty Bed Blues"   | Blues (Single) | Colòmbia               | 1983           |

### Registre Nacional d'Enregistraments
El single enregistrat per Smith "Downhearted Blues" va ser inclòs per la National Recording Preservation Board en el "Registre Nacional de Gravacions" de la Biblioteca del Congrés dels Estats Units el 2002. El consell tria cançons en una base anual, que són "culturalment, històricament o estadísticament significatives"
Downhearted Blues va ser inclosa a la llista de cançons del Segle, feta per la Recording Industry Association of America i el "Fons Nacional per a les Arts" del govern dels Estats Units el 2001, i també es troba al Saló de la Fama i al Museu del Rock and Roll com una de les 500 cançons que van modelar el rock'n'roll.

### Inclusions en salons de la fama
|                |                                       |                                   |  |  |
| Any d'inclusió | Categoria                             | Graus                             |  |  |
| 2008           | Nesuhi Ertegün Jazz Hall of Fame      | Jazz al Lincoln Center, Nova York |  |  |
| 1989           | Premi Grammy a l'èxit de tota la vida |                                   |  |  |
| 1989           | Saló de la Fama del Rock and Roll     | "Influències primerenques"        |  |  |
| 1981           | Big Band i Jazz Hall of Fame          |                                   |  |  |
| 1980           | Saló de la Fama del Blues             |                                   |  |  |

### Segell postal commemoratiu
|                   |                                   |                          |  |
| Any de llançament | Segell                            | Agència emissora         |  |
| 1994              | Segell commemoratiu de 29 cèntims | Segells postals dels EUA |  |